# Campeonato Australiano de Superturismos
El Campeonato Australiano de Superturismos fue un certamen de automovilismo de velocidad disputado en Australia entre los años 1995 y 2001. Participaban turismos del segmento D, con la intención de atraer a las marcas que fueron excluidas del Campeonato Australiano de Turismos de 5.0 Litros.
En 1997 y 1998, se disputaron dos ediciones de los 1000 km de Bathurst: una de ellas para Superturismos como fecha no puntuable, y otra como parte del Campeonato Australiano de Turismos.

## Historia
En su debut en 1994, el equipo oficial de BMW dominó el Campeonato Australiano de Superturismos con sus pilotos Tony Longhurst, Paul Morris y John Blanchard obteniendo los primeros puestos en el campeonato, en tanto que Mercedes-Benz, Ford y Toyota también obtuvieron podios. En 1995, Morris y Geoff Brabham resultaron campeón y subcampeón con BMW, en tanto que Brad Jones y Greg Murphy los siguieron con Audi.
Jones derrotó a Morris en el campeonato de pilotos en 1996, a la vez que Murphy y Brabham se ubicaron tercero y cuarto, en ambos casos con Audi y BMW respectivamente. En tanto, Steven Richards resultó quinto pilotando un Alfa Romeo 155 y un Honda Accord, y Peter Brock se ubicó sexto con el equipo oficial de Volvo. En 1997, Morris y Brabham se colocaron en las primeras posiciones con BMW, Cameron McConville y Jones fueron tercero y cuarto con Audi, y Jim Richards se colocó quinto con Volvo.
El equipo oficial de BMW se retiró del certamen para la temporada 1998. Jones batió a McConville en la lucha por el título, ambos con Audi. Jim Richards resultó tercero con el Volvo oficial, y Cameron McLean quedó cuarto con un BMW privado.
BMW retornó como equipo oficial en 1999, obteniendo el título con Morris como piloto. Jim Richards fue subcampeón con Volvo, a la vez que Jones y Matthew Coleman terminaron tercero y cuarto con Audi.
Volvo y Audi retiraron sus equipos para la temporada 2000/01, la que sería la última del certamen. Morris ganó todas las carreras excepto una, logrando así su cuarto campeonato.

## Circuitos
| - Amaroo Park (1996-1997) - Calder Park (1995, 1997-1999) - Eastern Creek (1994-1995, 1998) - Lakeside (1994-2000) - Mallala (1994-2000) - Oran Park (1994-1996, 1998-2000) | - Phillip Island (1994-1998) - Queensland (1999) - Symmons Plains (1995, 2001) - Wakefield Park (2000) - Winton (1994-1999) |

## Campeones
| Año       | Pilotos        | Pilotos     | Marcas |
| --------- | -------------- | ----------- | ------ |
| 1994      | Tony Longhurst | BMW Serie 3 | BMW    |
| 1995      | Paul Morris    | BMW Serie 3 | BMW    |
| 1996      | Brad Jones     | Audi A4     | Audi   |
| 1997      | Paul Morris    | BMW Serie 3 | BMW    |
| 1998      | Brad Jones     | Audi A4     | Audi   |
| 1999      | Paul Morris    | BMW Serie 3 | Volvo  |
| 2000/2001 | Paul Morris    | BMW Serie 3 | -      |

## Pilotos destacados
| Año                | Títulos                       | Victorias |
| ------------------ | ----------------------------- | --------- |
| Paul Morris        | 4 (1995, 1997, 1999, 2000/01) | 50        |
| Brad Jones         | 2 (1996, 1998)                | 23        |
| Jim Richards       | 0                             | 12        |
| Geoff Brabham      | 0                             | 9         |
| Cameron McConville | 0                             | 9         |
| Tony Longhurst     | 1 (1994)                      | 7         |
| Greg Murphy        | 0                             | 3         |

- Datos: Q4824732